# بابلو جارا
بابلو جارا (بالإسبانية: Pablo Jara)‏ هو لاعب كرة قدم تشيلي في مركز حراسة المرمى، ولد في 2 أبريل 1994 في سانتياغو في تشيلي. لعب مع Colo-Colo B ‏.